# سبک‌های آبجو

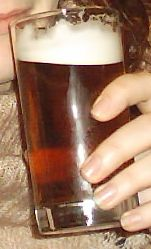
آبجو انگلیسی روشن

گونه‌های آبجو تمایز بین دو روش معمول ساخت آبجو را توضیح می‌دهد.

## آبجو زودرس
آبجو زودرس نوعی از آبجو است که از مخمر بالانشین تهیه می‌شود و طعم و رایحه قوی‌تری نسبت به آبجو دیر رس دارد.

### آبجو انگلیسی
آبجو انگلیسی یا ایل (Ale) یکی از گونه‌های رایج زودرس است که طعم رازک زیادی دارد و در نتیجه تلخ‌مزه است. میزان رایحه و طمع رازک را به سادگی می‌توان تشخیص داد. این نوع آبجو را زیاد سرد نمی‌کنند (بین ۱۰ تا ۱۳ درجه سانتی‌گراد) تا طعم قوی خود را حفظ کند.

## آبجو دیر رس
آبجوی دیر رس از مخمر پایین‌نشین و در دمای کمتری تهیه می‌شود، در نتیجه طعم ملایم‌تر و رنگ شفاف و تمیزتری دارد.

### لاگر
لاگر (Lager) رایج‌ترین گونه آبجوی دیر رس است. به خاطر رازک پایین‌تر و رویه بارآوری که طعم کمتری را از مخمر منتقل می‌کند، لاگر طعم شیرین‌تری دارد. این نوع آبجو در دمای پایین‌تر شادابی بیشتری به انسان منتقل می‌کند.